# Santo Antônio do Aracanguá
Santo Antônio do Aracanguá é um município brasileiro do estado de São Paulo. Sua população estimada em 2024 pelo IBGE era de 8.568 habitantes. O município é formado pela sede e pelos distritos de Major Prado e Vicentinópolis.

## Toponímia
Aracanguá é um nome indígena que era dado a uma variedade de papagaio existente em grande número nesta região à época.

## História
Até os anos de 1905 reinava nesta região apenas as matas virgens e os indígenas, e como caminho apenas as águas do Rio Tietê, via fluvial. Com a abertura da Estrada de Ferro que ligava Bauru a Corumbá, chegariam os primeiros elos de ligação.
Por volta de 1908, começava a abertura do trecho ferroviário entre Araçatuba e Itapura. Com a passagem da ferrovia construíram-se as estações, destacando especialmente a construída à margem esquerda do Rio Tietê, em região de mata virgem, a poucos metros da foz do Ribeirão do Aracanguá, recebendo portanto a denominação de Estação Aracanguá, inaugurada em 1º de maio de 1909.
Após romper os obstáculos e os conflitos com os índios que habitavam a esta região, finalmente em 1910 o primeiro vagão atinge as margens do rio Tietê, na altura do Salto das Cruzes.
E é exatamente nesta época que chegaram os pioneiros desta região, que foram as famílias de Manoel Joaquim Calássio, João Eugênio, Porfírio Venâncio Pires, e Severino e Pedrinho de Souza Ferreira, mais conhecido por Ferreirinha.
Por volta de 1915 o governo do estado entrega grande glebas de terras a um grupo de pessoas, a fim de que elas vendessem, demarcassem e escriturassem as novas propriedades, ficando com esta região o Desembargador Thomaz Sebastião de Mendonça e sua mulher Amélia Felícia de Mendonça.
Nesta época, é fundada a Vila Dulce (atual Major Prado), enquanto que paralelamente Abraão Chibene fundava a Vila Macauba (atual Vicentinópolis). Com o início da venda das terras, outras pessoas tentaram apossar da gleba de terra do Sr. Thomaz Sebastião de Mendonça, vindo com isso a travarem ferrenha demanda na justiça.
Dona Amélia Felícia de Mendonça, que era devota de Santo Antônio e Nossa Senhora do Carmo, faz uma promessa que, se seu esposo saísse vitorioso, doaria uma área de 10 (dez) alqueires para a construção de um povoado em suas homenagens. Nesta época, toda essa região pertencia a Monte Aprazível.
Em 17 de favereiro de 1919, com a vitória de seu marido, ela faz a prometida doação, desmembrando a área da fazenda Macaúbas e pede que ali fosse formado um povoado e construída uma capela em homenagem a Santo Antônio e Nossa Senhora do Carmo, doação esta que foi feita ao Bispado de São Carlos.
Por ser Santo Antônio o homenageado, e a Estação Aracanguá a principal via de acesso do futuro povoado, inclusive através da qual chegaram as imagens dos santos, é que ele foi denominado de Santo Antônio do Aracanguá, tendo esse nome registrado na escritura de doação.
O promissor povoado de Santo Antônio do Aracanguá teve sua primeira capela construída em 1920, e em sua volta foi construída uma praça pública, denominada de Nossa Senhora do Carmo, também em homenagem.
Emancipado de Araçatuba em 1991, sendo instalado em 1 de janeiro de 1993, com o empossamento de Roberto Junqueira de Andrade Filho. que também foi prefeito do município entre os anos de 2001 a 2008, durante outros 2 mandatos. O segundo prefeito de Santo Antônio do Aracanguá, foi Yoshihiko Zito, entre 1997 e 2000. De 2009 a 2016 foi governado por Luiz Carlos Dos Reis Nonato.

### Formação territorial-administrativa
Histórico da formação do município:
- Distrito criado com a denominação de Major Prado, com sede no povoado de Vila Dulce, município de Monte Aprazível, e território desmembrado do distrito sede deste município pelo Decreto nº 6.638, de 31/08/1934.
- Distrito transferido para o município de Araçatuba pelo Decreto nº 9.775, de 30/11/1938.
- Decreto nº 39.764, de 12/02/1962, cria a 2.ª subdelegacia de polícia - Patrimônio da Mata (atual Santo Antônio do Aracanguá) - no distrito de Major Prado.[11]

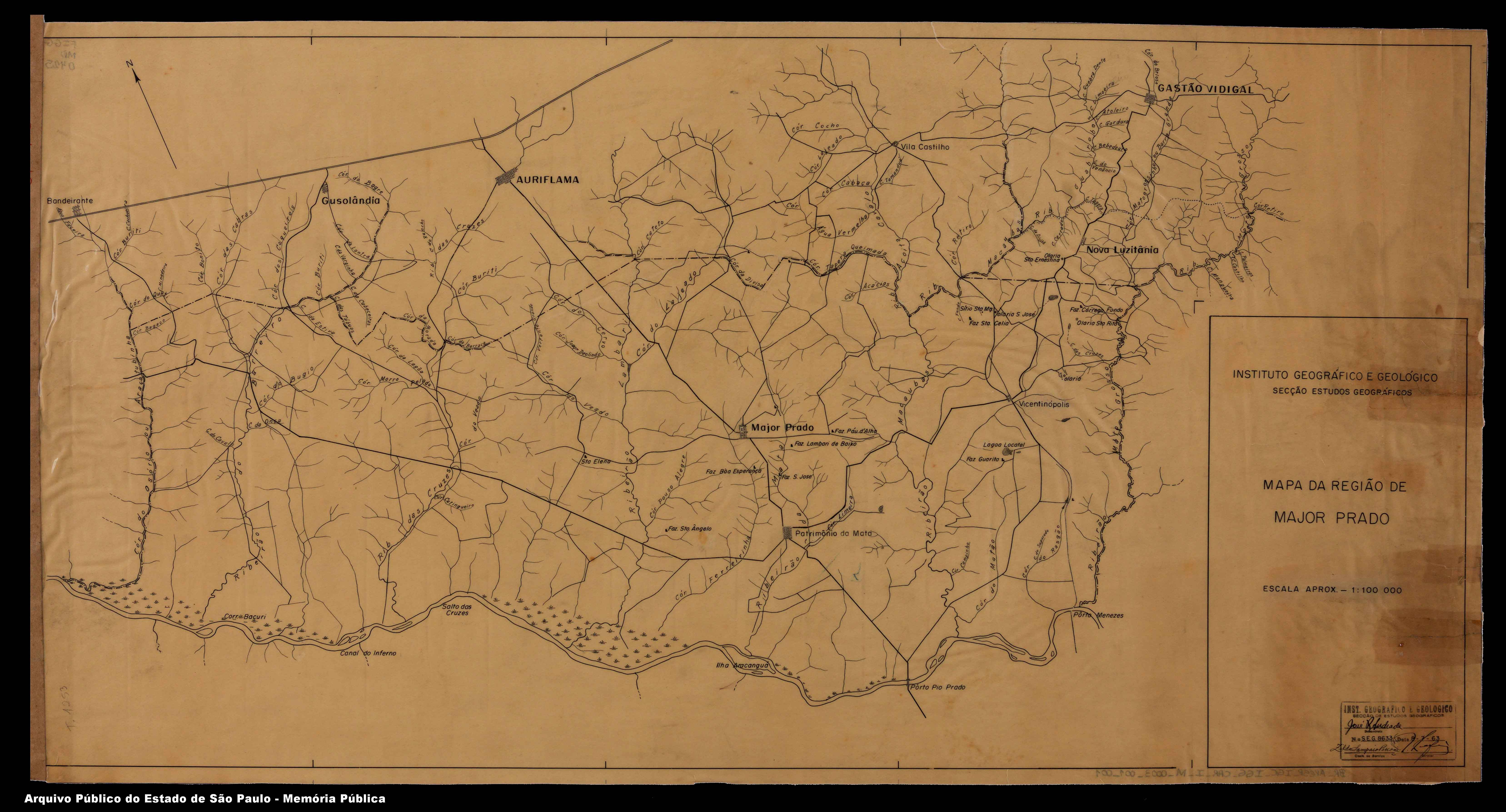
Mapa do distrito de Major Prado (1963).

- Sede do distrito transferida para o povoado de Patrimônio da Mata, com a denominação de Santo Antônio do Aracanguá pela Lei nº 8.092, de 28/02/1964.
- Município criado pela Lei nº 7.664, de 30/12/1991.
- Lei Ordinária nº 91, de 19/04/1994, cria o distrito de Vicentinópolis.[12].
- Lei Ordinária nº 212, de 20/12/1996, cria novamente o distrito de Major Prado.[13]

## Geografia

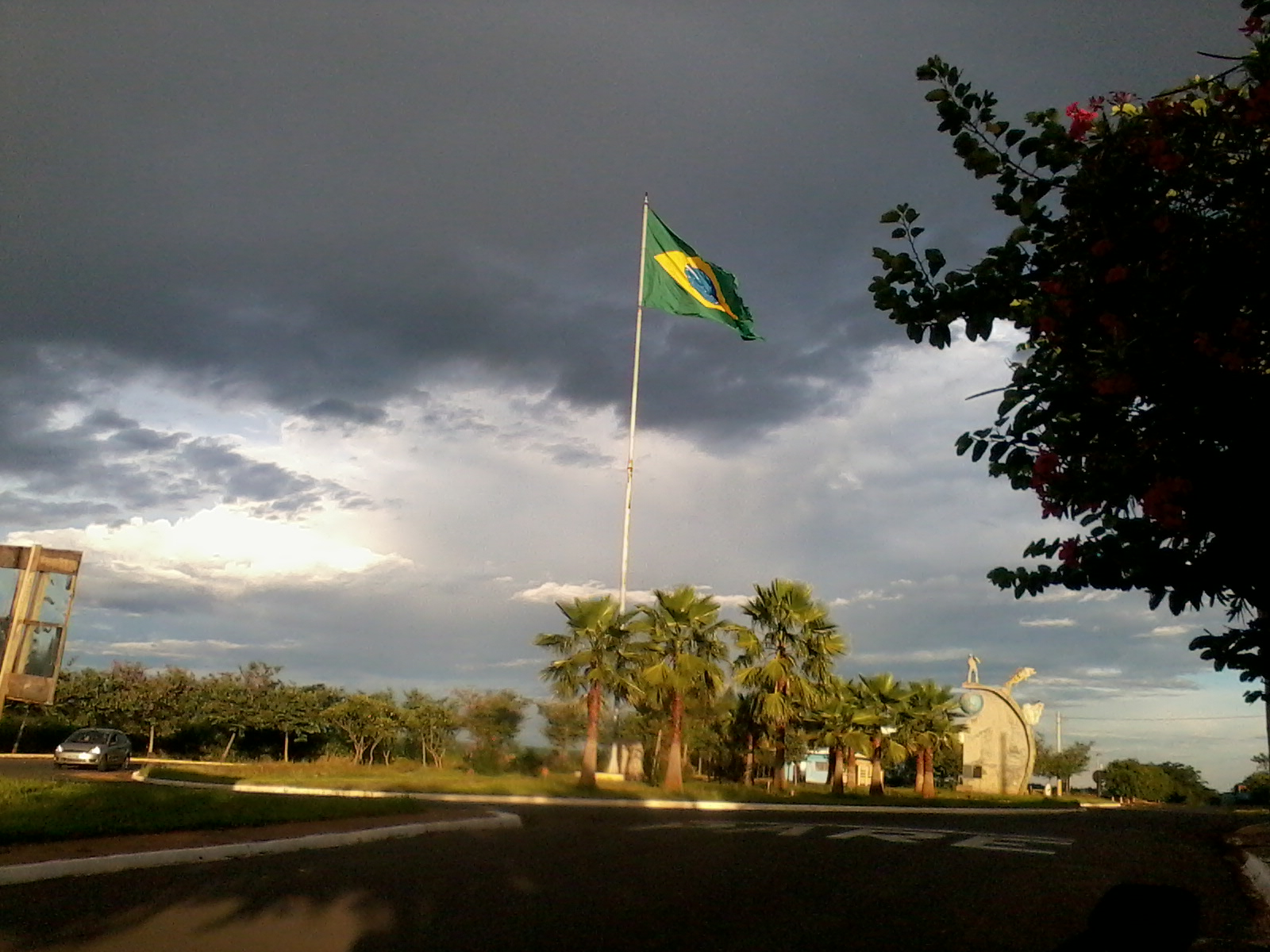
Entrada principal da cidade.

Localiza-se a uma latitude 20º56'12" sul e a uma longitude 50º29'44" oeste, estando a uma altitude de 385 metros. Possui uma área de 1.306,082 km², sendo o 14º maior município do estado de São Paulo.

### Hidrografia
- Rio Tietê
- Ribeirão Macaúbas

### Rodovias
- SP-463

## Demografia

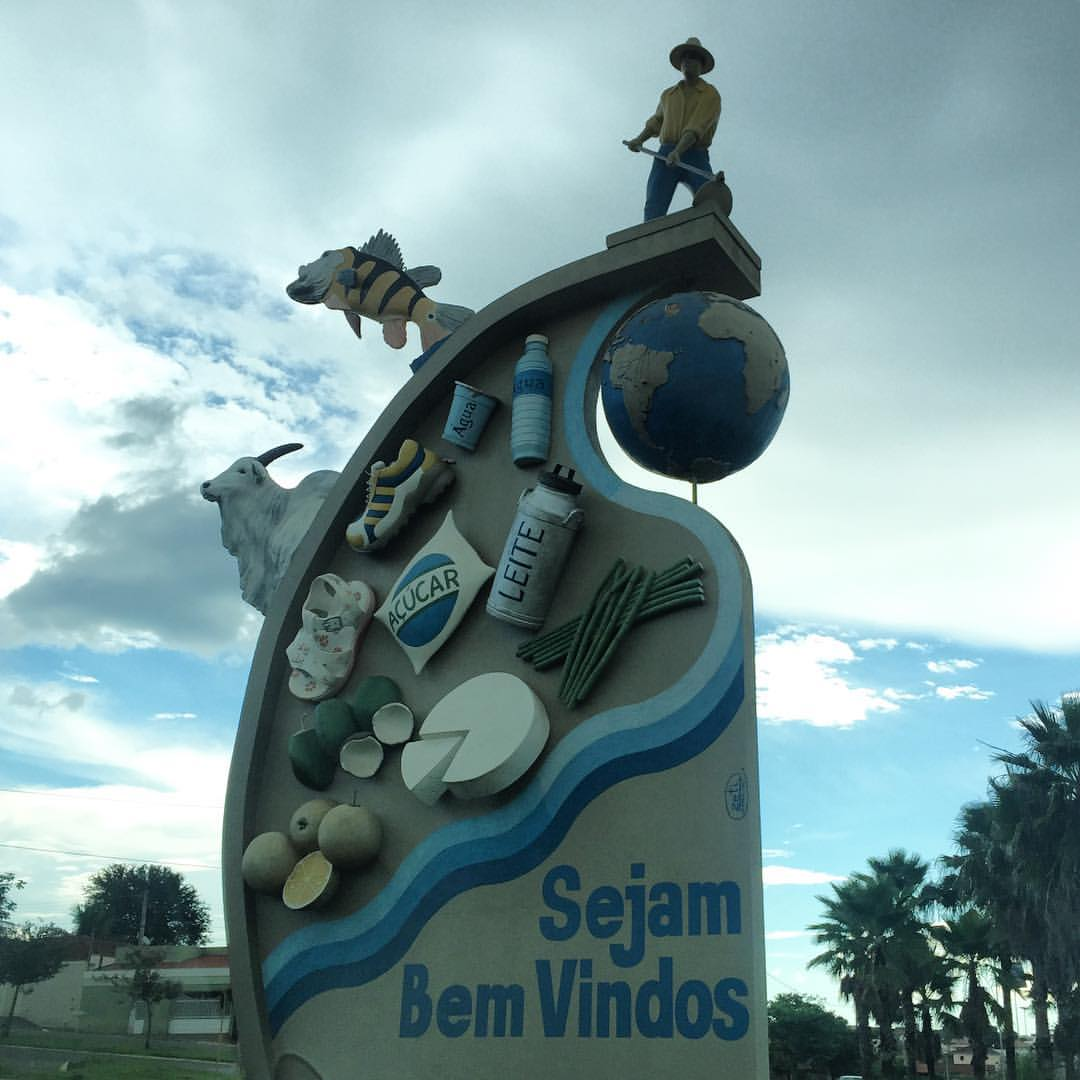
Monumento na entrada da cidade.

### População
| Crescimento populacional                             | Crescimento populacional | Crescimento populacional | Crescimento populacional |
| Ano                                                  | População Total          |                          | %±                       |
| ---------------------------------------------------- | ------------------------ | ------------------------ | ------------------------ |
| 2000                                                 | 6 929                    |                          | —                        |
| 2010                                                 | 7 626                    |                          | 10,1%                    |
| 2022                                                 | 8 379                    |                          | 9,9%                     |
| Est. 2024                                            | 8 568                    | [ 15 ]                   | 2,3%                     |
| Fontes: Censos Demográficos IBGE e Estimativas SEADE |                          |                          |                          |

### Dados demográficos
Dados do Censo - 2000
População total: 6.929
- Urbana: 4.536
- Rural: 2.393
  - Homens: 3.606
  - Mulheres: 3.323

Densidade demográfica (hab./km²): 5,31
Mortalidade infantil até 1 ano (por mil): 19,31
Expectativa de vida (anos): 69,48
Taxa de fecundidade (filhos por mulher): 2,22
Taxa de alfabetização: 85,99%
Índice de Desenvolvimento Humano (IDH-M): 0,754
- IDH-M Renda: 0,665
- IDH-M Longevidade: 0,741
- IDH-M Educação: 0,856

(Fonte: IPEADATA)

## Política e administração
- Prefeito: Rodrigo Aparecido Santana Rodrigues (2017/2020)
- Vice-prefeito: Roberto Doná (2017/2020)
- Presidente da câmara: Leivindo de Jesus Ferreira (Zé Neca) (2017/2020)

Prefeitos
- Roberto Junqueira de Andrade Filho - 1993 a 1996, 2001 a 2004 e 2005 a 2008
- Yoshihiko Zito - 1997 a 2000
- Luiz Carlos dos Reis Nonato - 2009 a 2012 e 2013 a 2016
- Rodrigo Aparecido Santana Rodrigues - 2017 a 2020

## Infraestrutura

### Comunicações
O sistema de telefones automáticos, assim como o sistema de discagem direta à distância (DDD) com o código de área (0186), foram implantados pela Telecomunicações de São Paulo (TELESP).
Na década de 90 o código DDD da cidade foi alterado para (018), para padronização do sistema telefônico com a telefonia celular que estava sendo implantada em todo o estado.

## Religião

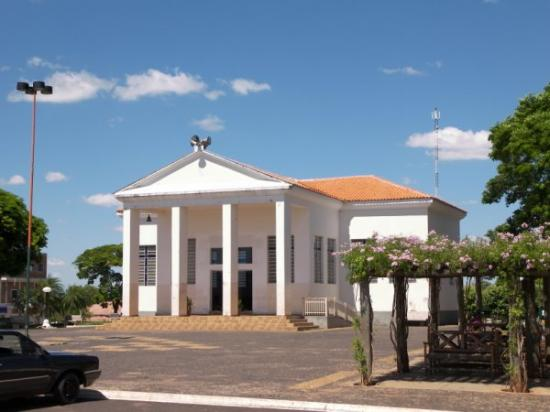
Igreja Matriz.

O Cristianismo se faz presente na cidade da seguinte forma:

### Igreja Católica
- A igreja faz parte da Diocese de Jales.[23]

### Igrejas Evangélicas
Entre as igrejas protestantes históricas, pentecostais e neopentecostais, encontram-se na cidade:
- Assembleia de Deus Ministério do Belém.[26][27]
- Congregação Cristã no Brasil.[28]